# Alexandra Louis-Marie
Alexandra Louis-Marie, née le 3 mars 1996 à Fort-de-France (Martinique), est une escrimeuse française, pratiquant l'épée.

## Carrière
Elle débute l'escrime à l'âge de 6 ans au club d'escrime des Mousquetaires de Ducos en Martinique, avant de partir pour la Guadeloupe où se situe le pôle sportif Antilles-Guyane. Son parcours se poursuit au pôle de Talence pendant 5 ans puis à l'INSEP.
Elle obtient son premier quart de finale lors de la saison de coupe du monde 2018-2019 lors de l'étape de Chengdu. C'est dans l'après-saison qu'elle réalise un premier résultat significatif en gagnant l'épreuve individuelle d'épée dames à l'Universiade d'été de 2019 à Salerne.
En 2020, elle rejoint l'équipe de France Douane.
La saison de Coupe du monde 2019-2020 qui suit est celle de la révélation au plus haut niveau : elle se qualifie pour deux finales consécutives à Barcelone et au Grand Prix de Budapest. Elle perd la première contre la championne d'Europe de 2018 Katrina Lehis (8-15), et gagne la seconde contre la Coréenne Song Se-ra (15-13) pour gagner le premier grand titre de sa carrière et rentrer pour la première fois dans le top 16 mondial (14e).
Alexandra Louis-Marie remporte la médaille d'or en individuel aux championnats d'Europe 2023 à Plovdiv puis remporte la médaille d'or en épée par équipes aux Jeux européens de 2023 à Cracovie, qui font office de Championnats d'Europe pour les épreuves par équipes.
Alexandra n'ayant pas participé au tournoi par équipes de l'épée féminine aux Jeux Olympiques de Paris 2024 - puisque remplaçante - n'aurait pas pu être médaillée ; seule sa participation pour un tour en finale pouvait la rendre médaillable. Face à cette règle illogique son entraineur décide de lui offrir cette chance dans l'avant dernier tour, malheureusement ses nerfs la lâchent et elle perd pied face à son adversaire italienne bien plus sereine. La France ne remporte pas le titre olympique. Néanmoins les françaises sont médaillées d'argent derrière l'équipe italienne.

## Palmarès
- Jeux olympiques
  -  Médaille d’argent par équipes aux Jeux olympiques de 2024 à Paris

- Championnats du monde
  -  Médaille d'or par équipes aux championnats du monde 2025 à Tbilissi[7]

- Championnats d'Europe
  -  Médaille d'or par équipes aux jeux européens de 2023 à Plovdiv
  -  Médaille de bronze par équipes aux championnats d'Europe 2024 à Bâle

- Jeux européens
  -  Médaille d'or par équipes aux Jeux européens de 2023 à Cracovie

## Classement en fin de saison
| Année | 2016 | 2017 | 2018 | 2019 | 2020 | 2021 | 2022 |
| ----- | ---- | ---- | ---- | ---- | ---- | ---- | ---- |
| Rang  | 229  | 120  | 250  | 52   | 14   | 14   | 44   |

## Décorations
- Chevalier de l'ordre national du Mérite (2024)[8]